# Shymkent
Shymkent (Şımkentⓘ en kazajo: Шымкент, conocida como Chimkent hasta 1992) es una de las tres ciudades que junto a las diecisiete regiones conforman la república de Kazajistán. Con una población de 1 238 968 habs. (1 de julio de 2024), es la tercera ciudad más poblada del país, después de Almatý y Astaná, con una de las mayores áreas metropolitanas. Se trata de un importante cruce del ferrocarril Turkestán-Siberia y un notable centro cultural con un aeropuerto internacional. Se encuentra a 690 km al oeste de Almatý y a 120 al norte de Taskent en Uzbekistán y está rodeado por la región de Turkestán.

## Historia
El sitio donde se encuentra Shymkent era un punto de paso para las rutas de caravanas hacia diferentes partes de Asia Central, a partir del siglo XII, los asentamientos donde ahora se encuentra la ciudad sirvieron como fortaleza defensiva para los kanatos locales, a partir de 1864, la ciudad fue conquistada y anexada al Imperio Ruso, adicionalmente algo que contribuyó al desarrollo económico de la ciudad, fue la construcción de un ferrocarril que conectaba lugares de Siberia con localidades de Uzbekistán y Turkmenistán.
En 1868, la ciudad contaba con 18 mezquitas y su número fue aumentando gradualmente a lo largo de la historia hasta alcanzar las 61 en 1910.
Hasta el 19 de junio del 2018 fue la capital de la región de Kazajistán Meridional, para ser separado de la región y pasar a ser una ciudad subordinada al gobierno de Kazajistán. Como resultado, el centro administrativo de la región se traslada a la ciudad de Turkestán y la región pasó a llamarse Región de Turkestán.

## Galería

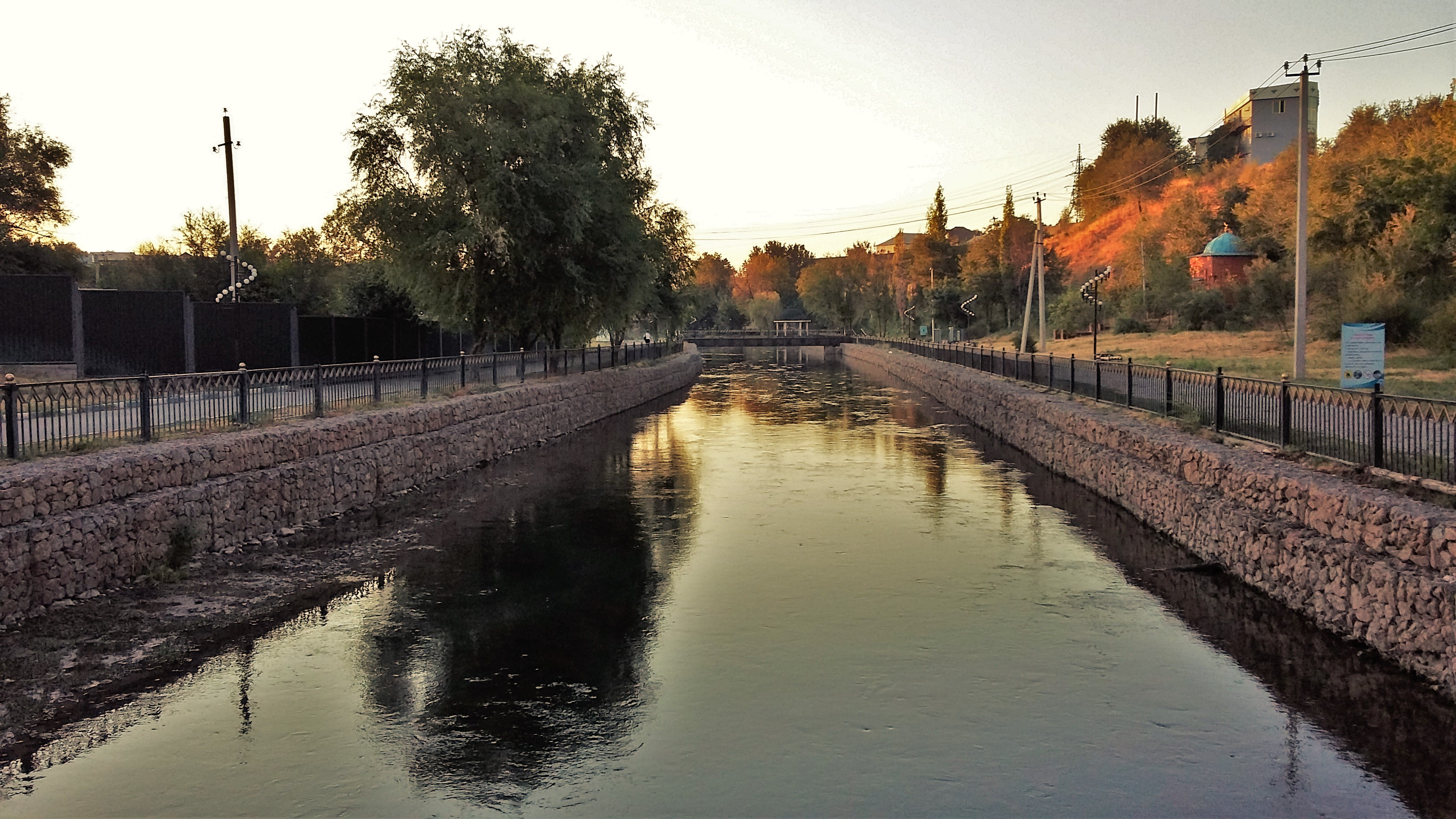
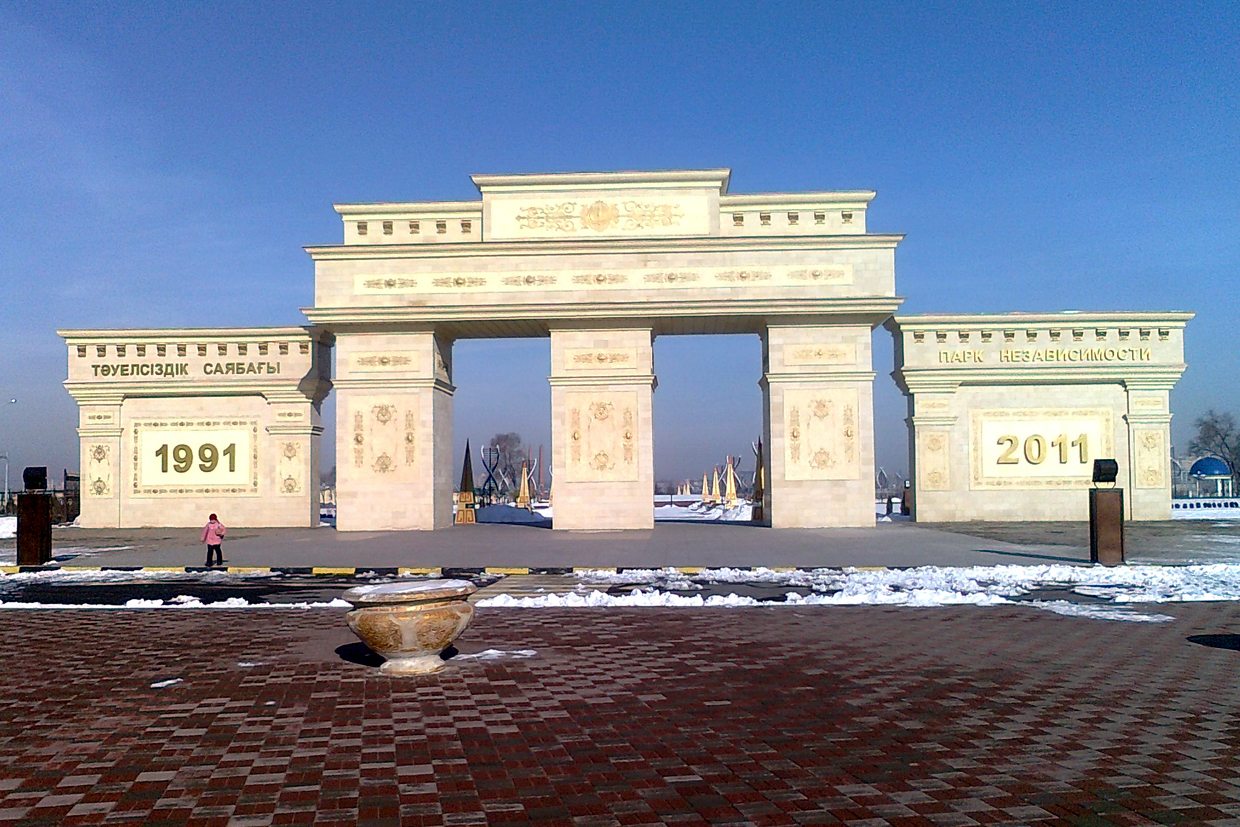
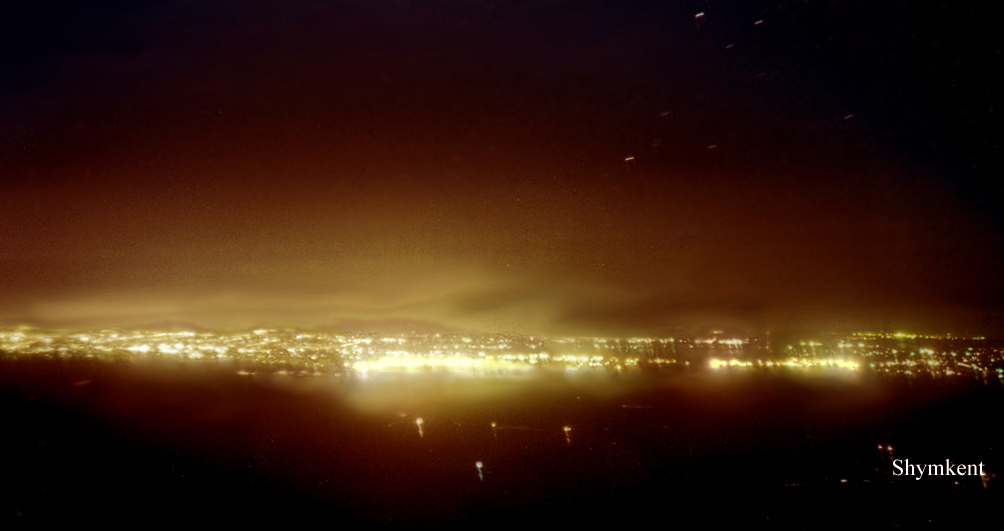
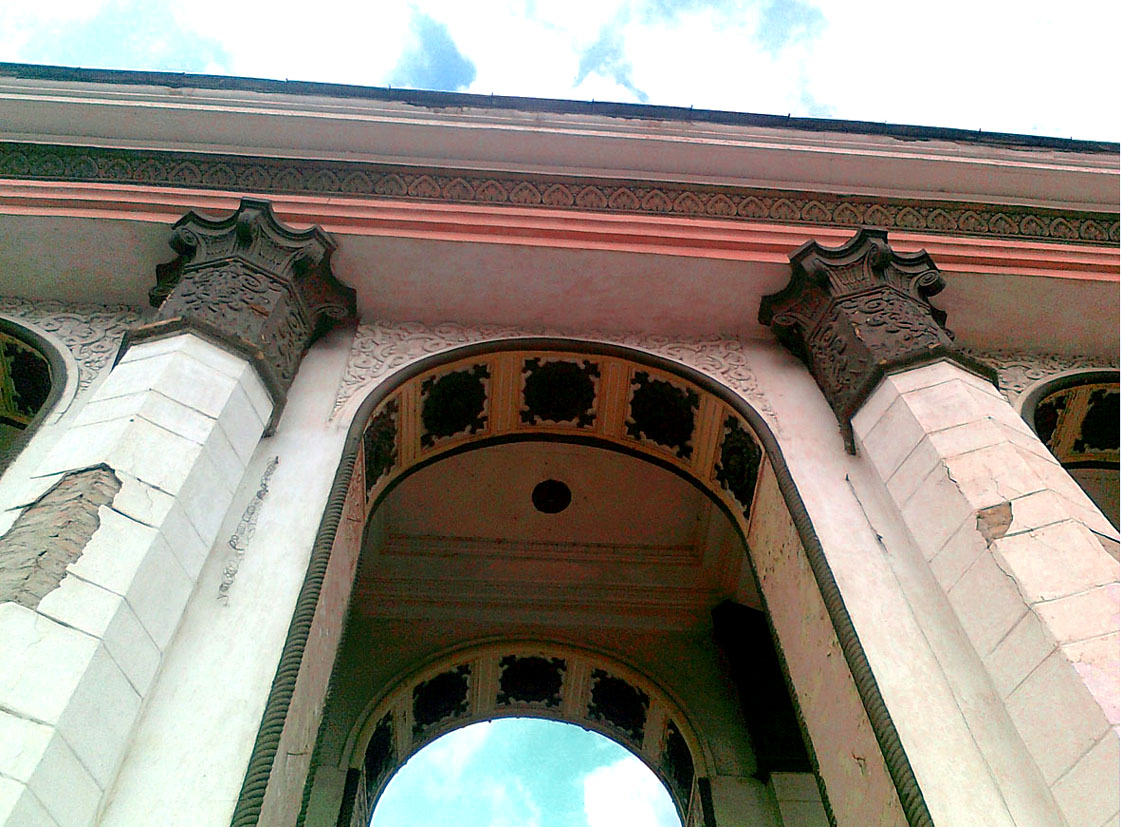
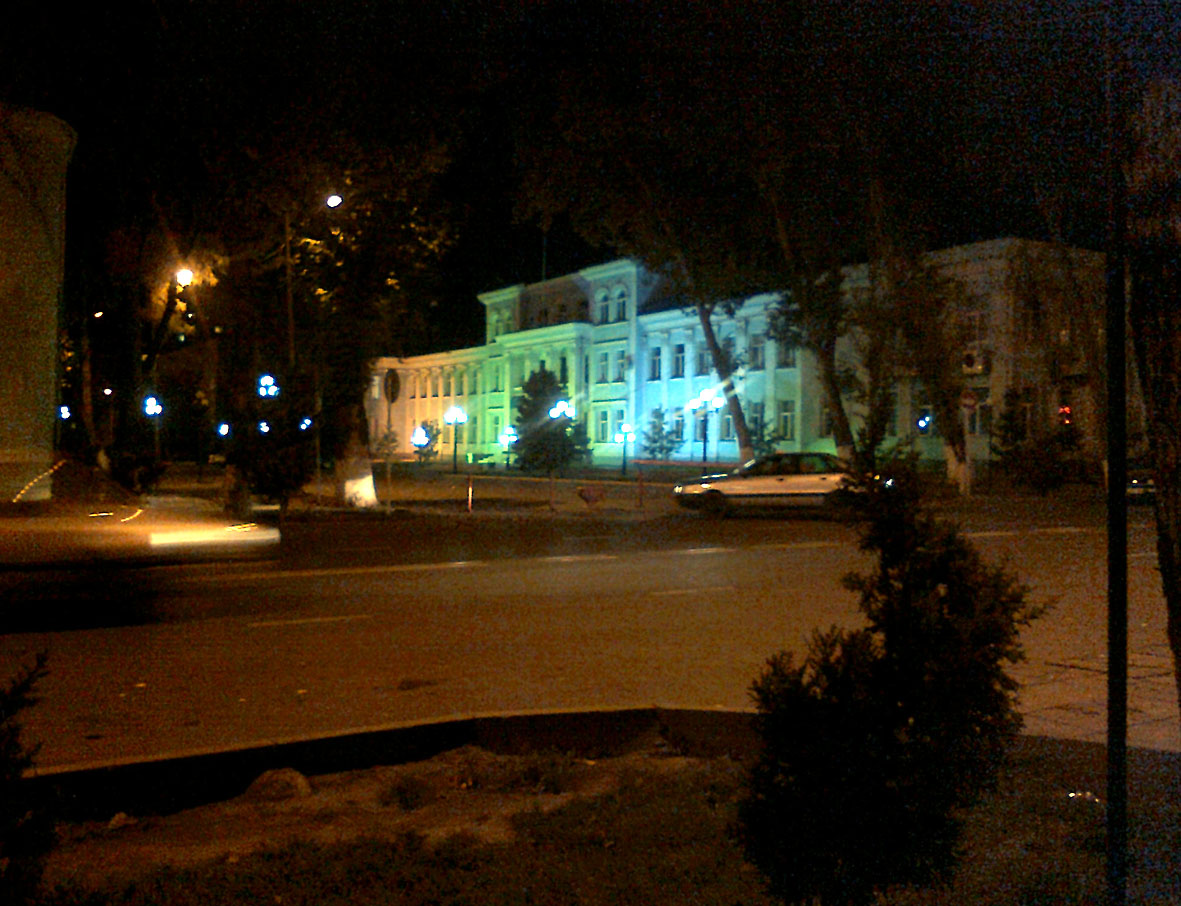
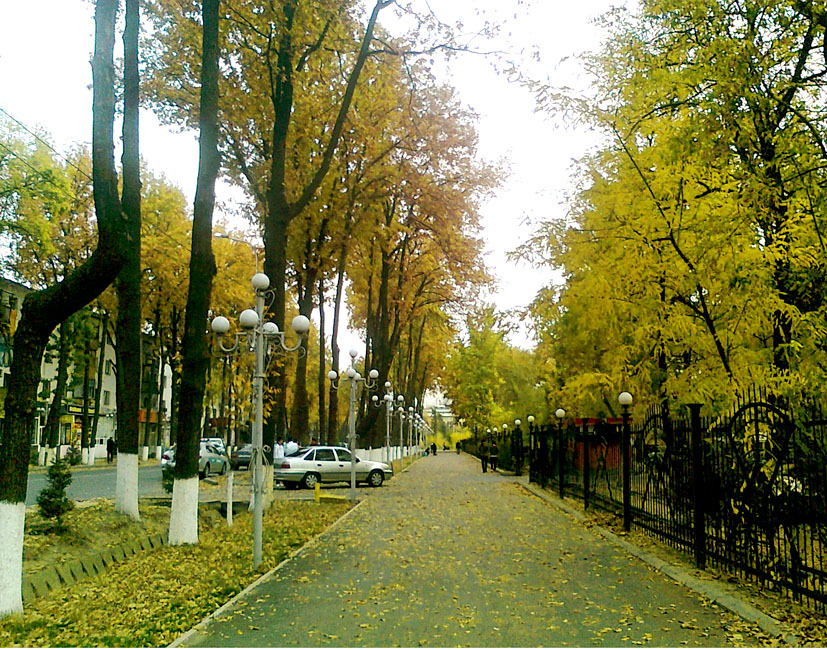
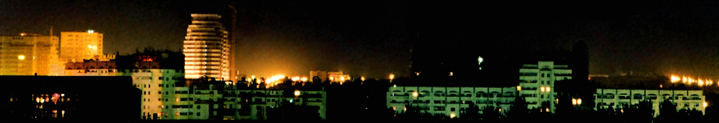
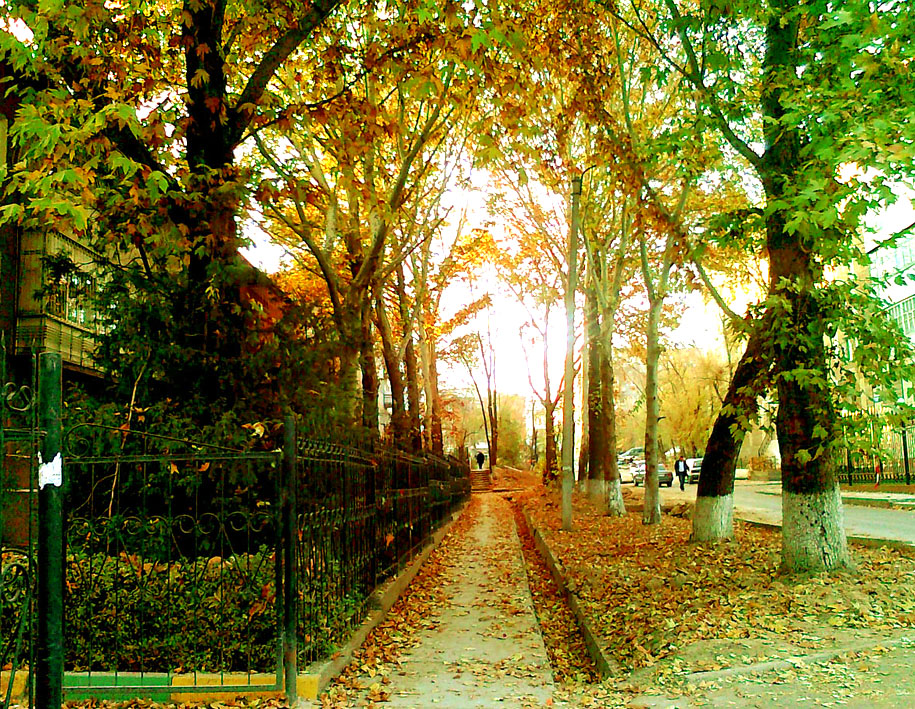

## Clima
| Parámetros climáticos promedio de Shymkent (1991-2020) | Parámetros climáticos promedio de Shymkent (1991-2020) | Parámetros climáticos promedio de Shymkent (1991-2020) | Parámetros climáticos promedio de Shymkent (1991-2020) | Parámetros climáticos promedio de Shymkent (1991-2020) | Parámetros climáticos promedio de Shymkent (1991-2020) | Parámetros climáticos promedio de Shymkent (1991-2020) | Parámetros climáticos promedio de Shymkent (1991-2020) | Parámetros climáticos promedio de Shymkent (1991-2020) | Parámetros climáticos promedio de Shymkent (1991-2020) | Parámetros climáticos promedio de Shymkent (1991-2020) | Parámetros climáticos promedio de Shymkent (1991-2020) | Parámetros climáticos promedio de Shymkent (1991-2020) | Parámetros climáticos promedio de Shymkent (1991-2020) |
| Mes                                                    | Ene.                                                   | Feb.                                                   | Mar.                                                   | Abr.                                                   | May.                                                   | Jun.                                                   | Jul.                                                   | Ago.                                                   | Sep.                                                   | Oct.                                                   | Nov.                                                   | Dic.                                                   | Anual                                                  |
| ------------------------------------------------------ | ------------------------------------------------------ | ------------------------------------------------------ | ------------------------------------------------------ | ------------------------------------------------------ | ------------------------------------------------------ | ------------------------------------------------------ | ------------------------------------------------------ | ------------------------------------------------------ | ------------------------------------------------------ | ------------------------------------------------------ | ------------------------------------------------------ | ------------------------------------------------------ | ------------------------------------------------------ |
| Temp. máx. abs. (°C)                                   | 22.2                                                   | 25.2                                                   | 31.5                                                   | 33.7                                                   | 37.8                                                   | 42.6                                                   | 47.2                                                   | 43.0                                                   | 38.3                                                   | 35.0                                                   | 30.5                                                   | 25.4                                                   | 47.2                                                   |
| Temp. máx. media (°C)                                  | 4.5                                                    | 6.5                                                    | 13.6                                                   | 20.5                                                   | 26.5                                                   | 32.1                                                   | 34.5                                                   | 33.6                                                   | 27.9                                                   | 19.7                                                   | 11.8                                                   | 5.6                                                    | 19.7                                                   |
| Temp. media (°C)                                       | -0.8                                                   | 0.8                                                    | 7.4                                                    | 14.3                                                   | 19.8                                                   | 25.0                                                   | 27.3                                                   | 26.1                                                   | 20.2                                                   | 12.7                                                   | 5.9                                                    | 0.3                                                    | 13.3                                                   |
| Temp. mín. media (°C)                                  | -5.2                                                   | -4.0                                                   | 2.0                                                    | 8.2                                                    | 12.8                                                   | 17.1                                                   | 19.0                                                   | 17.8                                                   | 12.5                                                   | 6.4                                                    | 1.0                                                    | -4.0                                                   | 7                                                      |
| Temp. mín. abs. (°C)                                   | -31.1                                                  | -28.9                                                  | -23.9                                                  | -7.8                                                   | -2.8                                                   | 5.0                                                    | 7.8                                                    | 6.2                                                    | -1.1                                                   | -12.0                                                  | -30.0                                                  | -28.8                                                  | -31.1                                                  |
| Precipitación total (mm)                               | 77                                                     | 97                                                     | 81                                                     | 74                                                     | 56                                                     | 24                                                     | 10                                                     | 4                                                      | 9                                                      | 39                                                     | 70                                                     | 77                                                     | 618                                                    |
| Días de lluvias (≥ 1 mm)                               | 5                                                      | 7                                                      | 9                                                      | 9                                                      | 9                                                      | 5                                                      | 4                                                      | 3                                                      | 3                                                      | 6                                                      | 6                                                      | 6                                                      | 72                                                     |
| Días de nevadas (≥ 1 mm)                               | 8                                                      | 7                                                      | 4                                                      | 0.3                                                    | 0                                                      | 0                                                      | 0                                                      | 0                                                      | 0                                                      | 0.4                                                    | 3                                                      | 6                                                      | 28.7                                                   |
| Humedad relativa (%)                                   | 75                                                     | 73                                                     | 67                                                     | 63                                                     | 56                                                     | 44                                                     | 39                                                     | 34                                                     | 39                                                     | 55                                                     | 69                                                     | 75                                                     | 57.4                                                   |
| Fuente: Погода и климат                                |                                                        |                                                        |                                                        |                                                        |                                                        |                                                        |                                                        |                                                        |                                                        |                                                        |                                                        |                                                        |                                                        |